# Guatteria augusti
Guatteria augusti Diels – gatunek rośliny z rodziny flaszowcowatych (Annonaceae Juss.). Występuje endemicznie w Peru. 

## Morfologia
PokrójZimozielone drzewo dorastające do 10 m wysokości. Gałęzie są owłosione.
LiścieMają podłużnie lancetowaty kształt. Mierzą 7–11 cm długości oraz 2–3 cm szerokości. Nasada liścia jest ostrokątna. Liść na brzegu jest całobrzegi. Wierzchołek jest spiczasty. Ogonek liściowy jest owłosiony i dorasta do 2–3 mm długości.
KwiatySą pojedyncze lub zebrane w parach. Rozwijają się w kątach pędów. Działki kielicha mają owalny kształt i dorastają do 7 mm długości. Płatki mają kształt od owalnego do lancetowatego. Osiągają do 5–12 mm długości.

## Biologia i ekologia
Rośnie w lasach. Występuje na wysokości od 1200 do 1300 m n.p.m.